# Olle Schmidt
Olle Schmidt (Skärv, 22 luglio 1949) è un politico svedese, europarlamentare per il Partito Popolare Liberale.

## Biografia
Esponente del Partito Popolare Liberale, dal 1988 al 1991 è stato consigliere comunale e membro della giunta di Malmö.
Eletto deputato al Riksdag con le elezioni del 1991, è ritornato poi in consiglio comunale dal 1994 al 1998.
Alle elezioni europee del 1999 è stato eletto europarlamentare.
Non rieletto dopo le elezioni europee del 2004, è stato però ripescato al Parlamento europeo dopo le elezioni legislative in Svezia del 2006 al posto di Cecilia Malmström, nominata Ministra per gli Affari europei nel governo Reinfeldt.
È stato infine rieletto eurodeputato alle elezioni europee del 2009.